# Piper incanum
Piper incanum är en pepparväxtart som beskrevs av William Trelease. Piper incanum ingår i släktet Piper och familjen pepparväxter. Inga underarter finns listade i Catalogue of Life.